# Звенигородка (Олександрійський район)
Звенигоро́дка — село в Україні, в Олександрійській міській громаді Олександрійського району Кіровоградської області, колишній центр Звенигородської сільської ради.

## Історія
Ймовірно, назва села пов'язана із родом відставного архангелогородського сотника Давида Звенигородського (його син був підпрапорщиком у Єлисаветградському пікінерному полку і, разом з батьком, отримав в цій околиці землі у 1767 році) відомого за гучним наклепом на миргородського полковника Василя Капніста[джерело?]. Станом на 1886 рік у селі, центрі Звенигородської волості Олександрійського повіту Херсонської губернії, мешкало 680 осіб, налічувалось 109 дворових господарств, існували православна церква, винокуренний завод та паровий млин.

## Вулиці
У селі налічується 13 вулиць. Кілька з них були перейменовані у 2016 та 2023 роках у межах декомунізації та деколонізації, спричинених російським вторгненням в Україну.
| Сучасна назва      | Колишні назви                                      | Примітки                    |
| ------------------ | -------------------------------------------------- | --------------------------- |
| Берегова           |                                                    |                             |
| Братів Петриченків |                                                    |                             |
| Зоряна             |                                                    |                             |
| Інгулецька         |                                                    | Інгулець (річка)            |
| Павла Чубинського  | Гагаріна (змінено: ріш. м.р. від 30.06.2023 № 646) | Чубинський Павло Платонович |
| Перемоги           |                                                    |                             |
| Польова            |                                                    |                             |
| Попова             | 70-річчя Жовтня                                    | Попов Леонід Іванович       |
| Садова             |                                                    |                             |
| Сосновий бір       |                                                    |                             |
| Центральна         | Леніна                                             |                             |
| Шевченка           |                                                    |                             |
| Шкільна            |                                                    |                             |

## Населення
За переписом населення України 2001 року в селі мешкало 1105 осіб.

## Освіта
У селі діє навчально-виховний комплекс «Звенигородський загальноосвітній навчальний заклад І–ІІІ ступенів — дошкільний навчальний заклад»